# Điểm huyệt
Điểm huyệt (点穴/Diǎnxué) hay Điểm mạch (点脉/Dim mak) là bất kỳ kỹ thuật võ thuật nào được cho là có thể giết người (sát thương) bằng cách sử dụng lực ít gây chết người nhắm vào điểm yếu tại các vùng cụ thể trên cơ thể (tử huyệt, huyệt đạo). Kỹ thuật điểm huyệt có nguồn gốc từ y học cổ truyền Trung Quốc với kỹ thuật châm cứu và bấm huyệt. Những câu chuyện về cách sử dụng nó thường được tìm thấy trong thể loại Võ thuật Trung Quốc hư cấu. Điểm huyệt được mô tả như một bí kíp võ lâm với các kỹ thuật xuất chiêu vào huyệt đạo và kinh lạc, được cho là làm đối thủ bất động, tê liệt, bất tỉnh nhân sự hoặc đôi khi gây tử vong ngay lập tức (bất đắc kỳ tử) hoặc thậm chí là sẽ bị chết dần. Có rất ít bằng chứng khoa học hoặc lịch sử về một "cú chạm tử thần" (Touch of death)/đòn đánh chí mạng (Death-point striking) trong võ thuật, tuy nhiên, trong những trường hợp hiếm hoi, tử vong có thể xảy ra do chấn thương như Commotio cordis, một sự gián đoạn nhịp tim thường gây tử vong xảy ra do một cú đánh vào khu vực ngay trên tim. Khái niệm có nguồn gốc từ các kỹ thuật năng lượng nội kình (Neijin) của võ thuật phái nội gia Trung Quốc liên quan đến khí và loại nội lực với đặc trưng kỹ pháp phát kình xung động sau đó năng lượng này được tập trung thành một làn sóng.
Trong phim chưởng và tiểu thuyết võ hiệp thì điểm huyệt là một tuyệt chiêu thường được các cao thủ võ lâm sử dụng để làm tê liệt đối thủ và đôi khi để chữa trị vết thương. Những đồn thổi, giai thoại về chiêu thức điểm huyệt nhẹ thì bị thương, nặng có thể làm chết người, ngoài ra còn có thể phong bế huyệt đạo khiến con người không thể cử động được, nhưng liệu điểm huyệt có thực sự tồn tại hay không vẫn luôn là điều gây tranh cãi, cho đến nay không có báo cáo kiểm nghiệm khoa học nghiêm ngặt đáng tin cậy nào về kỹ năng này. Sự miêu tả khoa trương về điểm huyệt trong các tiểu thuyết võ hiệp càng làm tăng thêm sự bí ẩn của nó. Trong nhiều tác phẩm võ hiệp, điểm huyệt thường được chia thành võ thuật và y thuật. Trong võ thuật người ta lại chia ra điểm huyệt chạm thân và điểm huyệt khí công cách thân. Ðiểm huyệt y thuật là giấu thuốc đã được tinh luyện để làm tê liệt các huyệt đạo trong móng tay rồi đưa vào cơ thể đối phương qua tiếp xúc với da. Nhưng cái gọi là “cách không điểm huyệt” nói chung được cho là không có cơ sở. Lý thuyết về kinh lạc và bản thân các huyệt đạo, vẫn còn là một vấn đề cần được khẳng định trong khoa học hiện nay, nhiều lời đồn đại về sự thần kỳ của điểm huyệt khiến người ta nghi ngờ tính xác thực.